# Сильвестр, Патрик
Патрик Сильвестр (фр. Patrick Sylvestre, 1 сентября 1968) — швейцарский футболист, выступавший на позиции полузащитника за сборную Швейцарии и швейцарские клубы.

## Клубная карьера
Патрик Сильвестр начинал карьеру футболиста в швейцарском клубе «Ла-Шо-де-Фон» из своего родного города. 9 августа 1986 года он дебютировал в Национальной лиге А, выйдя в основном составе в домашнем поединке против «Веттингена». 2 ноября того же года Сильвестр забил свой первый мяч в лиге, ставший голом престижа в гостевом матче с «Беллинцоной».
В 1988 году полузащитник перешёл в «Лугано», за который отыграл следующие пять сезонов. Затем Сильвестр выступал за «Лозанну» и «Сьон», в последнем он и закончил свою карьеру игрока в 1997 году.

## Карьера в сборной
13 декабря 1989 года Патрик Сильвестр дебютировал за сборную Швейцарии, выйдя на замену в гостевом товарищеском матче с командой Испании.
Патрик Сильвестр был включён в состав сборной Швейцарии на чемпионат мира по футболу 1994 года в США, где сыграл в одном матче, выйдя на замену в конце поединка с Румынией. Он также был включён в заявку Швейцарии на чемпионат Европы 1996 в Англии, но на поле в рамках турнира так и не вышел.

## Достижения
«Лугано»
- Обладатель Кубка Швейцарии (1): 1992/93

 «Сьон»
- Чемпион Швейцарии (1): 1996/97
- Обладатель Кубка Швейцарии (2): 1995/96, 1996/97